# Kucharki
Kucharki is een plaats in het Poolse district  Pleszewski, woiwodschap Groot-Polen. De plaats maakt deel uit van de gemeente Gołuchów en telt 300 inwoners.